# Дариусова, Гана
Гана Дариусова (чеш. Hana Dariusová; род. 30 апреля 1973, Горжовице) — чешская гребчиха, выступавшая за сборные Чехословакии и Чехии по академической гребле в 1990-х годах. Чемпионка мира среди юниорок, победительница и призёрка первенств национального значения, участница двух летних Олимпийских игр.

## Биография
Гана Дариусова родилась 30 апреля 1973 года в городе Горжовице, Чехословакия. Проходила подготовку в Праге в столичном спортивном клубе «Смихов».
Впервые заявила о себе в академической гребле на международном уровне в сезоне 1989 года, когда вошла в состав чехословацкой национальной сборной и выступила на юниорском мировом первенстве в Сегеде, где в зачёте парных четвёрок стала пятой. Год спустя на юниорском мировом первенстве в Эгбелете в той же дисциплине показала четвёртый результат, тогда как в восьмёрках выиграла бронзовую медаль. Ещё через год на аналогичных соревнованиях в Баньолесе получила серебро в парных четвёрках и золото в восьмёрках.
Благодаря череде удачных выступлений удостоилась права защищать честь страны на летних Олимпийских играх 1992 года в Барселоне. В составе экипажа-восьмёрки, куда также вошли гребчихи Ленка Завадилова, Элишка Яндова, Рената Беранкова, Мартина Шефчикова, Михаэла Ваврова, Гана Жакова, Сабина Теленская и рулевая Ленка Ковачова, заняла последнее четвёртое место на предварительном квалификационном этапе, затем стала шестой в дополнительном отборочном заезде — таким образом отобралась лишь в утешительный финал В, где уступила команде Великобритании. В итоговом протоколе соревнований расположилась на восьмой строке.
После разделения Чехословакии Дариусова осталась действующей спортсменкой и продолжила принимать участие в крупнейших международных регатах в составе национальной сборной Чехии. Так, в 1993 году она отметилась выступлением на домашнем чемпионате мира в Рачице, где в программе парных четвёрок закрыла десятку сильнейших.
В 1995 году в распашных безрульных двойках была восьмой на чемпионате мира в Тампере.
Находясь в числе лидеров чешской гребной команды, благополучно прошла отбор на Олимпийские игры 1996 года в Атланте. Здесь вместе с напарницей Сабиной Теленской стартовала в безрульных двойках, квалифицировалась в утешительный финал В и заняла итоговое девятое место.
Замужем за американским гребцом и тренером Джоном Паркером, так же участвовавшем в Олимпиаде в Барселоне.